# World Grand Prix 2000
L'VIII World Grand Prix di pallavolo femminile si è svolto dal 4 al 27 agosto 2000. Dopo la fase a gironi che si è giocata dal 4 al 18 agosto, la fase finale, a cui si sono qualificate tutte e otto le squadre nazionali, si è svolta dal 24 al 27 agosto a Manila, nelle Filippine. La vittoria finale è andata per la seconda volta a Cuba.

## Squadre partecipanti

### Asia
- Cina
- Corea del Sud
- Giappone

### Europa
- Italia
- Russia

### America
- Brasile
- Cuba
- Stati Uniti

## Fase a gironi

### Primo week-end
| Girone A                                | Girone B                               |
| --------------------------------------- | -------------------------------------- |
| Sede: Brasile Cina Giappone Stati Uniti | Sede: Corea del Sud Cuba Italia Russia |

### Secondo week-end
| Girone C                             | Girone D                                  |
| ------------------------------------ | ----------------------------------------- |
| Sede: Brasile Giappone Italia Russia | Sede: Cina Corea del Sud Cuba Stati Uniti |

### Terzo week-end
| Girone E                             | Girone F                                  |
| ------------------------------------ | ----------------------------------------- |
| Sede: Cina Cuba Giappone Stati Uniti | Sede: Brasile Corea del Sud Italia Russia |

## Fase finale

### Finali 1º e 3º posto
|  | Semifinali | Semifinali | Semifinali |      |        | Finale 1º/2º posto | Finale 1º/2º posto | Finale 1º/2º posto |  |
|  |            |            |            |      |        |                    |                    |                    |  |
|  | Russia     | Russia     | 3          |      |        |                    |                    |                    |  |
|  | Russia     | Russia     | 3          |      |        |                    |                    |                    |  |
|  | Brasile    | Brasile    | 0          |      |        |                    |                    |                    |  |
|  | Brasile    | Brasile    | 0          |      | Russia | Russia             | 1                  |                    |  |
|  |            |            |            |      | Russia | Russia             | 1                  |                    |  |
|  |            |            | Cuba       | Cuba | 3      |                    |                    |                    |  |
|  | Cuba       | Cuba       | Cuba       | Cuba | 3      | 3                  |                    |                    |  |
|  | Cuba       | Cuba       |            |      |        | 3                  |                    |                    |  |
|  | Cina       | Cina       | 1          |      |        | Finale 3º/4º posto | Finale 3º/4º posto | Finale 3º/4º posto |  |
|  | Cina       | Cina       | 1          |      |        |                    |                    |                    |  |
|  |            |            |            |      |        |                    |                    |                    |  |
|  |            |            |            |      |        | Brasile            | Brasile            | 3                  |  |
|  |            |            |            |      |        | Brasile            | Brasile            | 3                  |  |
|  |            |            |            |      |        | Cina               | Cina               | 1                  |  |

### Finali 5º e 7º posto
|  | Semifinali    | Semifinali    | Semifinali    |               |             | Finale 5º/6º posto | Finale 5º/6º posto | Finale 5º/6º posto |  |
|  |               |               |               |               |             |                    |                    |                    |  |
|  | Stati Uniti   | Stati Uniti   | 3             |               |             |                    |                    |                    |  |
|  | Stati Uniti   | Stati Uniti   | 3             |               |             |                    |                    |                    |  |
|  | Giappone      | Giappone      | 0             |               |             |                    |                    |                    |  |
|  | Giappone      | Giappone      | 0             |               | Stati Uniti | Stati Uniti        | 0                  |                    |  |
|  |               |               |               |               | Stati Uniti | Stati Uniti        | 0                  |                    |  |
|  |               |               | Corea del Sud | Corea del Sud | 3           |                    |                    |                    |  |
|  | Corea del Sud | Corea del Sud | Corea del Sud | Corea del Sud | 3           | 3                  |                    |                    |  |
|  | Corea del Sud | Corea del Sud |               |               |             | 3                  |                    |                    |  |
|  | Italia        | Italia        | 1             |               |             | Finale 7º/8º posto | Finale 7º/8º posto | Finale 7º/8º posto |  |
|  | Italia        | Italia        | 1             |               |             |                    |                    |                    |  |
|  |               |               |               |               |             |                    |                    |                    |  |
|  |               |               |               |               |             | Giappone           | Giappone           | 1                  |  |
|  |               |               |               |               |             | Giappone           | Giappone           | 1                  |  |
|  |               |               |               |               |             | Italia             | Italia             | 3                  |  |

## Classifica finale
| Classifica | Squadre       |
| ---------- | ------------- |
|            | Cuba          |
|            | Russia        |
|            | Brasile       |
| 4          | Cina          |
| 5          | Corea del Sud |
| 6          | Stati Uniti   |
| 7          | Italia        |
| 8          | Giappone      |